# بول غرانت (كرة سلة)
بول غرانت (بالإنجليزية: Paul Grant)‏ مواليد 6 يناير 1974 في بيتسبرغ، هو لاعب كرة سلة أمريكي سابق. بدأ مسيرته الاحترافية في سنة 1997. تم اختياره من قبل فريق مينيسوتا تمبر ولفز خلال الدرافت. يبلغ طوله 7 قدم 0 بوصة (2.1 م). اعتزل اللعب في 2004.

## المسيرة الاحترافية
لعب مع مينيسوتا تمبر ولفز من سنة 1997 إلى 1999، ثم لعب مع ميلووكي باكز في سنة 1999، ثم لعب مع أوكلاهوما سيتي بلو من سنة 2001 إلى 2003، ثم لعب مع يوتا جاز في سنة 2004.

## روابط خارجية
- بول غرانت على موقع إن بي أي (الإنجليزية)
- بول غرانت على موقع سبورتس رفرنس (الإنجليزية)
- بول غرانت على موقع كرة السلة الأوروبية.كوم (الإنجليزية)
- بول غرانت على موقع كلية كرة السلة في سبورتس رفرنس.كوم (الإنجليزية)
- بول غرانت على موقع ريلجم (الإنجليزية)
- بول غرانت على موقع بروبوليرز (الإنجليزية)
- بول غرانت على موقع سبورتس رفرنس (الإنجليزية)